# براونزتاون، شهرستان کیبل، ویرجینیای غربی
براونزتاون (به انگلیسی: Brownstown) یک منطقهٔ مسکونی در ایالات متحده آمریکا است که در شهرستان کابل، ویرجینیای غربی واقع شده‌است. براونزتاون ۱۶۷٫۹۵ متر بالاتر از سطح دریا واقع شده‌است.